# Lasiacis standleyi
Lasiacis standleyi är en gräsart som beskrevs av Albert Spear Hitchcock. Lasiacis standleyi ingår i släktet Lasiacis och familjen gräs. Inga underarter finns listade i Catalogue of Life.